# Joel Edmundson
Joel Edmundson, född 28 juni 1993, är en kanadensisk professionell ishockeyback som spelar för Toronto Maple Leafs i NHL.
Han har tidigare spelat för St. Louis Blues, Carolina Hurricanes, Montreal Canadiens och Washington Capitals i NHL; Chicago Wolves i AHL samt Moose Jaw Warriors och Kamloops Blazers i WHL.

## Klubblagskarriär

### NHL

#### St. Louis Blues
Edmundson draftades av St. Louis Blues i andra rundan i 2011 års draft som 46:e spelare totalt.
Han vann Stanley Cup med St. Louis Blues säsongen 2018–2019.

## Statistik
| 2006–2007  | Brandon Wheat Kings U15 |            | 28  | 0  | 5  | 5   | 52  | —  | — | —  | —  | —  |
| 2007–2008  | Brandon Wheat Kings U18 | MMHL       | 1   | 0  | 0  | 0   | 0   | —  | — | —  | —  | —  |
| 2008–2009  | Brandon Wheat Kings U18 | MMHL       | 41  | 5  | 18 | 23  | 58  | 6  | 2 | 4  | 6  | 4  |
| 2009–2010  | Brandon Wheat Kings U18 | MMHL       | 44  | 10 | 25 | 35  | 54  | 7  | 0 | 5  | 5  | 10 |
|            | Dauphin Kings           | MJHL       | 1   | 0  | 0  | 0   | 2   | —  | — | —  | —  | —  |
| 2010–2011  | Moose Jaw Warriors      | WHL        | 71  | 2  | 18 | 20  | 95  | 6  | 0 | 0  | 0  | 2  |
| 2011–2012  | Moose Jaw Warriors      | WHL        | 56  | 4  | 19 | 23  | 91  | 14 | 3 | 2  | 5  | 12 |
| 2012–2013  | Moose Jaw Warriors      | WHL        | 29  | 2  | 6  | 8   | 70  | —  | — | —  | —  | —  |
|            | Kamloops Blazers        | WHL        | 34  | 7  | 10 | 17  | 71  | 15 | 3 | 5  | 8  | 29 |
| 2013–2014  | Chicago Wolves          | AHL        | 64  | 4  | 4  | 8   | 108 | 5  | 0 | 0  | 0  | 16 |
| 2014–2015  | Chicago Wolves          | AHL        | 30  | 4  | 8  | 12  | 49  | 5  | 2 | 0  | 2  | 0  |
| 2015–2016  | St. Louis Blues         | NHL        | 67  | 1  | 8  | 9   | 63  | 16 | 1 | 0  | 1  | 8  |
|            | Chicago Wolves          | AHL        | 6   | 0  | 0  | 0   | 15  | —  | — | —  | —  | —  |
| 2016–2017  | St. Louis Blues         | NHL        | 69  | 3  | 12 | 15  | 60  | 11 | 3 | 3  | 6  | 14 |
| 2017–2018  | St. Louis Blues         | NHL        | 69  | 7  | 10 | 17  | 57  | —  | — | —  | —  | —  |
| 2018–2019  | St. Louis Blues         | NHL        | 64  | 2  | 9  | 11  | 68  | 22 | 1 | 6  | 7  | 10 |
| 2019–2020  | Carolina Hurricanes     | NHL        | 68  | 7  | 13 | 20  | 72  | 4  | 1 | 0  | 1  | 2  |
| 2020–2021  | Montreal Canadiens      | NHL        | 55  | 3  | 10 | 13  | 25  | 22 | 0 | 6  | 6  | 10 |
| 2021–2022  | Montreal Canadiens      | NHL        | 24  | 3  | 3  | 6   | 35  | —  | — | —  | —  | —  |
| 2022–2023  | Montreal Canadiens      | NHL        | 61  | 2  | 11 | 13  | 58  | —  | — | —  | —  | —  |
| 2023–2024  | Washington Capitals     | NHL        | 44  | 1  | 5  | 6   | 19  | —  | — | —  | —  | —  |
|            | Toronto Maple Leafs     | NHL        | 9   | 0  | 0  | 0   | 4   | 7  | 0 | 1  | 1  | 6  |
| NHL totalt | NHL totalt              | NHL totalt | 530 | 29 | 81 | 110 | 461 | 82 | 6 | 16 | 22 | 50 |
| AHL totalt | AHL totalt              | AHL totalt | 100 | 8  | 12 | 20  | 172 | 10 | 2 | 0  | 2  | 18 |
| WHL totalt | WHL totalt              | WHL totalt | 190 | 15 | 53 | 68  | 327 | 35 | 6 | 7  | 13 | 43 |

### Internationellt
| Källa: Uppdaterad: 2019-06-14 | Källa: Uppdaterad: 2019-06-14 | Källa: Uppdaterad: 2019-06-14 |         | Utv = Utvisningsminuter | Utv = Utvisningsminuter | Utv = Utvisningsminuter | Utv = Utvisningsminuter | Utv = Utvisningsminuter |
| År                            | Lag                           | Mästerskap                    | Matcher | Mål                     | Assists                 | Poäng                   | Utv                     |                         |
| ----------------------------- | ----------------------------- | ----------------------------- | ------- | ----------------------- | ----------------------- | ----------------------- | ----------------------- | ----------------------- |
| 2018                          | Kanada                        | VM                            | 9       | 1                       | 3                       | 4                       | 12                      |                         |
| Senior totalt                 | Senior totalt                 | Senior totalt                 | 9       | 1                       | 3                       | 4                       | 12                      |                         |